# 33035 Pareschi
33035 Pareschi è un asteroide della fascia principale. Scoperto nel 1997, presenta un'orbita caratterizzata da un semiasse maggiore pari a 2,2935236 au e da un'eccentricità di 0,1453401, inclinata di 6,19721° rispetto all'eclittica.
L'asteroide è dedicato all'astronomo italiano Giovanni Pareschi.